# Mauricio Mendez
Mauricio Méndez Cruz (* 20. Oktober 1995) ist ein mexikanischer Triathlet und Xterra-Weltmeister Cross-Triathlon (2016).

## Werdegang
Mauricio Méndez wurde als 18-Jähriger im Oktober 2013 auf Maui U20-Weltmeister Cross-Triathlon. 
Er startet seit 2014 als Profi-Triathlet.
2015 wurde er nationaler Meister auf der Triathlon-Mitteldistanz. Er wird trainiert von Lesley Paterson.

### Xterra-Weltmeister Cross-Triathlon 2016
Im Oktober 2016 Mauricio Méndez Xterra-Weltmeister ihn der Elite-Klasse (1,5 Meilen Schwimmen, 30 km Mountainbike und 11 km Crosslauf) und er wird damit zum jüngsten Sportler, der diesen Wettkampf je gewonnen hat.
Im August 2018 gewann der 22-Jährige mit dem Ironman 70.3 Philippines sein viertes Ironman-70.3-Rennen.

## Sportliche Erfolge
| Datum/Jahr    | Rang | Wettbewerb                                           | Austragungsort   | Zeit     | Bemerkung |
| ------------- | ---- | ---------------------------------------------------- | ---------------- | -------- | --------- |
| 5. Aug. 2018  | 1    | Ironman 70.3 Philippines                             | Luzon            | 03:46:45 |           |
| 2018          | 1    | Ironman 70.3 Davao                                   | Davao            | 03:50:32 |           |
| 24. Sep. 2017 | 3    | Ironman 70.3 Cozumel                                 | Cozumel          | 03:52:48 |           |
| 6. Aug. 2017  | 2    | Ironman 70.3 Philippines                             | Luzon            |          |           |
| 2. Apr. 2017  | 1    | Ironman 70.3 Texas                                   | Galveston Island | 03:45:35 |           |
| 31. Okt. 2016 | 1    | Ironman 70.3 Los Cabos                               | Los Cabos        | 03:52:17 |           |
| 2. Okt. 2016  | 1    | Ironman 70.3 Cozumel                                 | Cozumel          |          |           |
| 20. Sep. 2015 | 1    | MEX Middle Distance Triathlon National Championships | Cozumel          | 04:01:42 |           |
| 15. März 2015 | 3    | Ironman 70.3 Monterrey                               | Monterrey        | 03:46:15 |           |

| Datum/Jahr    | Rang | Wettbewerb                              | Austragungsort | Zeit     | Bemerkung                                               |
| ------------- | ---- | --------------------------------------- | -------------- | -------- | ------------------------------------------------------- |
| 29. Okt. 2017 | 2    | Xterra World Championships              | Maui           | 02:33:25 | Xterra-Vize-Weltmeister                                 |
| 16. Sep. 2017 | 1    | Xterra USA National Championships       | Ogden (Utah)   | 02:22:50 | [ 3 ]                                                   |
| 23. Okt. 2016 | 1    | Xterra World Championships              | Maui           | 02:49:39 | Xterra-Weltmeister in Kapalua                           |
| 4. Sep. 2016  | 1    | Xterra Denmark                          | Arhus          |          |                                                         |
| 13. Aug. 2016 | 1    | Xterra Sweden                           | Stockholm      | 02:19:26 | [ 4 ]                                                   |
| 7. Aug. 2016  | 2    | Xterra Poland                           | Krakau         |          |                                                         |
| 31. Juli 2016 | 1    | Xterra Italy                            | Orosei         |          | auf Sardinien                                           |
| Okt. 2015     | 4    | Xterra World Championships              | Maui           |          | jüngster Profi im Starterfeld                           |
| 29. März 2015 | 3    | Xterra Costa Rica                       | Costa Rica     |          |                                                         |
| 8. Feb. 2015  | 2    | Xterra Philippines                      | Albay          |          |                                                         |
| Okt. 2014     | 5    | Xterra World Championships              | Maui           |          | erster Start als Profi bei der Xterra-Weltmeisterschaft |
| 20. Sep. 2014 | 3    | Xterra USA National Championships       | Ogden (Utah)   |          |                                                         |
| 29. März 2014 | 3    | Xterra Costa Rica                       | Costa Rica     |          |                                                         |
| 27. Okt. 2013 | 1    | Xterra Triathlon World Championship U20 | Maui           |          | U20-Weltmeister Cross-Triathlon als schnellster Amateur |

(DNF – Did Not Finish)